# წ
Ts'ili (asomtavruli Ⴜ nuskhuri ⴜ Mkhedruli წ) es la letra de 32 del alfabeto georgiano.
Representa una africada alveolar sorda ocasionalmente eyectiva.
En el sistema de números georgianos tiene un valor de 4000.

## Letra

Las dos variantes de ts'ili

Ts'ili en el estilo mjedruli tiene dos formas ligeramente diferentes. En su forma canónica la parte inferior acaba en punta y desciende por debajo de la línea de base. Sin embargo en la escritura más relajada la parte inferior es redonda y no desciende.
| asomtavruli | nuskhuri | mkhedruli |
| ----------- | -------- | --------- |
|             |          |           |

## Codificación digital
| asomtavruli | nuskhuri | mkhedruli |
| ----------- | -------- | --------- |
| U + 10BC    | U + 2D1C | U + 10EC  |

## Braille
| mkhedruli |
| --------- |
|           |